# Sporobolomyces
Sporobolomyces Kluyver & C.B. Niel. – rodzaj grzybów z klasy Microbotryomycetes.

## Charakterystyka
Grzyby dymorficzne, tworzące zarówno formy drożdżowe, jak i formy strzępkowe. Te ostatnie tworzą teliospory, z których wyrastają podstawki z bocznymi przegrodami, a na nich bazydiospory. Kolonie drożdży są łososiowo-różowe do czerwonych. Gatunki Sporobolomyces zostały wyizolowane (w postaci drożdży) z szerokiej gamy substratów. Wytwarzają obustronnie symetryczne balistokonidia. Zawierają koenzym Q10 lub koenzym Q10 (H2), brakuje im ksylozy i nie mogą fermentować cukrów.
Gatunki Sporobolomyces rozprzestrzenione są na całym świecie, podano ich występowanie nawet na Antarktydzie. Występują również w Polsce. Są grzybami saprotroficznymi i pasożytniczymi, a Sporobolomyces salmonicolor jest grzybem chorobotwórczym wywołującym choroby u ludzi.

## Systematyka i nazewnictwo
Pozycja w klasyfikacji według Index Fungorum:Sporidiobolaceae, Sporidiobolales, Incertae sedis, Microbotryomycetes, Pucciniomycotina, Basidiomycota, Fungi.
Synonimy:
- Amphiernia Grüss 1927
- Blastoderma B. Fisch. & Brebeck 1894
- Prosporobolomyces E.K. Novák & Zsolt 1961
- Sporidiobolus Nyland 1950[6].

Niektóre gatunki:
- Sporobolomyces blumeae M. Takash. & Nakase 2000
- Sporobolomyces boleticola C. Ramírez 1957
- Sporobolomyces coprophilus Sugiy. & Goto 1967
- Sporobolomyces coralliformis Tubaki 1958
- Sporobolomyces salmonicolor (B. Fisch. & Brebeck) Kluyver & C.B. Niel 1924

Nazwy naukowe według Index Fungorum.